# 艾希格特
艾希格特（德語：Eichigt）是德国萨克森州的市镇，隶属于福格特兰县。总面积为32.72平方千米，截至2023年12月31日总人口为1,145人。